# Матрос

Погон матроса військово-морських сил Збройних сил України

Матрос (нід. matroos) — майже найнижче військове звання в ВМС ЗСУ і більшості інших країн, відповідає званню рядового в армії.
У Сухопутних військах та Повітряних силах Збройних сил України це звання відповідає солдату.

## Історія військового звання
До 1917 року в російському військово-морському флоті існувала градація: матрос 2-ї статті (звання надавалося відразу після складання присяги) і матрос 1-ї статті (що прослужив більше як рік).
Після жовтневого перевороту 1917 року в російському флоті було введено звання червонофлотець, що замінило собою звання матрос.
У 1946 році звання матрос було відновлено. Існує також звання старший матрос (відповідає званню ''старший солдат'' або ''єфрейтор'' в інших країнах).

## Цивільний флот
У цивільному флоті матрос — судновий фахівець рядового складу, що виконує на судні палубні роботи (прибирання, зачистка, фарбування, роботи такелажів, забезпечення вантажних операцій тощо).